# Сушень
Сушень (пол. Suszeń) — село в Польщі, у гміні Рудник Красноставського повіту Люблінського воєводства.
Населення — 92 особи (2011).
У 1975-1998 роках село належало до Замойського воєводства.

## Демографія
Демографічна структура станом на 31 березня 2011 року:
|          | Загалом | Допрацездатний вік | Працездатний вік | Постпрацездатний вік |
| -------- | ------- | ------------------ | ---------------- | -------------------- |
| Чоловіки | 42      | 7                  | 30               | 5                    |
| Жінки    | 50      | 6                  | 27               | 17                   |
| Разом    | 92      | 13                 | 57               | 22                   |